# Flugball (Tischtennis)
Flugball ist ein Begriff aus dem Tischtennissport. Man spricht von einem Flugball, wenn ein Spieler den Ball über dem Tisch schlägt oder ihn mit dem Körper oder der Kleidung berührt, bevor der Ball das eigene Spielfeld berührt hat, seit er zuletzt vom Gegner geschlagen wurde. Dies wird für den Annehmenden als Fehler gezählt.
Vor 1993 galt auch als Flugball, wenn der Spieler den Ball hinter dem Tisch mit dem Schläger annahm. 1993 änderte der Weltverband ITTF beim Kongress in Göteborg diese Regelung. Nun zählte es nur noch dann als Flugball, wenn der Ball im eigenen Spielfeld aufgehalten wurde, bevor er den Tisch berührte. Als „eigenes Spielfeld“ zählen die Tischfläche und die Fläche seitlich neben der eigenen Tischhälfte. 
Ein Spezialfall liegt vor, wenn ein gegnerischer Aufschlag angenommen wird, wobei der Ball zwar das Netz, nicht aber die eigene Tischhälfte berührt (Netzaufschlag). Wird der Ball über dem Tisch angenommen, dann gilt das als Netzaufschlag, und der Gegner wiederholt den Aufschlag. Wird der Ball hinter dem Tisch angenommen, dann gilt das als Fehlaufschlag, also als Fehler des Gegners.